# Ghostbusters: Frozen Empire
Ghostbusters: Frozen Empire is een Amerikaanse komische bovennatuurlijke film uit 2024, geregisseerd door Gil Kenan en geschreven door Kenan samen met Jason Reitman. De film is het vervolg op Ghostbusters: Afterlife (2021) en de vijfde film in de Ghostbusters-franchise. 

## Verhaal
De familie Spengler besluit Summerville, Oklahoma te verlaten en terug te gaan naar waar het allemaal begon, de brandweerkazerne van New York, om de originele Ghostbusters te helpen, die een uiterst geheim onderzoekslaboratorium hebben ontwikkeld om geesten te vangen. Wanneer de ontdekking van een oud artefact een kwade kracht ontketent, moeten de nieuwe en oude Ghostbusters hun krachten bundelen om hun huis te beschermen en de wereld te redden van een tweede ijstijd.

## Rolverdeling
| Acteur           | Personage                        |
| ---------------- | -------------------------------- |
| Carrie Coon      | Callie Spengler                  |
| Paul Rudd        | Gary Grooberson                  |
| Finn Wolfhard    | Trevor Spengler                  |
| Mckenna Grace    | Phoebe Spengler                  |
| Logan Kim        | Podcast                          |
| Celeste O'Connor | Lucky                            |
| Bill Murray      | Dr. Peter Venkman                |
| Dan Aykroyd      | Dr. Ray Stantz                   |
| Ernie Hudson     | Winston Zeddemore                |
| Annie Potts      | Janine Melnitz                   |
| Kumail Nanjiani  | Nadeem Razmaadi                  |
| Patton Oswalt    | Dr. Hubert Wartzki               |
| William Atherton | Walter Peck                      |
| James Acaster    | Lars Pinfield                    |
| Emily Alyn Lind  | Melody                           |
| John Rothman     | Roger Delacorte                  |
| Kevin Mangold    | Slimer                           |
| Ian Whyte        | Garraka                          |
| Pat Kiernan      | Nieuwslezer                      |
| Shelby Young     | Stay Puft Marshmallow Man (stem) |
| Ryan Bartley     | Stay Puft Marshmallow Man (stem) |

## Productie

### Ontwikkeling
Na de release van Ghostbusters: Afterlife in november 2021 toonde Dan Aykroyd interesse om samen met de overgebleven cast van het originele "Ghostbusters"-team hun rol te laten hernemen in maximaal drie sequels. In april 2022 werd aangekondigd dat een vervolg op Afterlife zich in de vroege ontwikkeling bevond bij Sony Pictures. In juni 2022 werd de film bevestigd door regisseur Jason Reitman onder de werktitel Firehouse. Diezelfde maand werd aangekondigd dat het vervolg zou plaatsvinden in New York.  Op 5 oktober 2022 kondigde Mckenna Grace aan dat ze haar rol zou hernemen. De volgende maand onthulde Ernie Hudson dat hij het script voor de film had gelezen.
In december 2022 werd aangekondigd dat Gil Kenan de regie zou overnemen van Reitman, die schrijver en producer bleef. Er werd ook aangekondigd dat Paul Rudd, Finn Wolfhard en Carrie Coon zouden terugkeren. In maart 2023 werd aangekondigd dat Kumail Nanjiani, Patton Oswalt, James Acaster en Emily Alyn Lind in de film waren gecast.

### Filmopnames
De filmopnames begonnen op 20 maart 2023 in Londen onder de werktitel Firehouse, met Eric Steelberg als cameraman.

### Muziek
Op 18 januari 2024 werd bevestigd dat Dario Marianelli de filmscore zou componeren, zijn tweede samenwerking met Gil Kenan, na dit te hebben gedaan voor A Boy Called Christmas uit 2021.

## Release
De film ging in première op 14 maart 2024 in New York. De oorspronkelijke première voorzien voor juli 2023 werd wegens de SAG-AFTRA-staking uitgesteld naar december 2023 en later verschoven naar maart 2024.